# Голощапов, Сергей Николаевич
Сергей Николаевич Голощапов (укр. Сергій Миколайович Голощапов; род. 12 октября 1977, Запорожье) — государственный деятель самопровозглашенной Донецкой Народной республики. От ее имени был главой администрации города Макеевки (2019—2021).

## Биография
Родился 12 октября 1977 года в Запорожье в семье служащих.
В 1992 году поступил в Донецкий политехнический техникум, который окончил в 1996 году по специальности «технологическое обслуживание и ремонт оборудования металлургических предприятий», получив квалификацию техник-механик.
С августа 1996 года по октябрь 2001 года работал на Макеевском коксохимическом заводе, где являлся слесарем-монтажником цеха по ремонту коксохимического оборудования, машинистом газодувных машин цеха улавливания химических продуктов, мастером основного производственного участка, начальником производства, а затем заместителем начальника цеха улавливания химических продуктов.
С сентября 1996 года по февраль 1999 года являлся студентом Донецкого государственного университета экономики и торговли по специальности «учёт и аудит». С 1999 года по 2003 года учился в Донецком национальном техническом университете по специальности «химическая технология топлива и углеродных материалов», где получил квалификацию инженер химик-технолог.
В октябре 2001 года стал директором по производству на предприятии «Алвема» в Макеевке, где занимал данную должность до января 2015 года.
С 2018 по 2020 год учился в Донецком национальном техническом университете по специальности «государственное и муниципальное управление».

### Политическая деятельность
В январе 2015 года Голощапов стал главой администрации Горняцкого района Макеевки.
24 мая 2019 года указом Главы Донецкой Народной Республики был назначен главой администрации Макеевки.
12 декабря 2023 года УФСБ России задержало бывшего помощника Министра промышленности и торговли ДНР Голощапова С. Н. по подозрению в мародерстве в особо крупных размерах. Задержанные реализовали преступную схему переработки в металлолом и дальнейшего сбыта нескольких цехов филиала «Азовэлектросталь» ГУП ДНР «Донецкая промышленная компания».
Предварительный ущерб от деятельности задержанных оценивается в 518 млн рублей.

## Награды и звания
- Медаль Министерства по делам гражданской обороны, чрезвычайным ситуациям и ликвидации последствий стихийных бедствий Донецкой Народной Республики «За содействие делу спасения» (2019)[1]
- Медаль Министерства внутренних дел Донецкой Народной Республики «За заслуги в деле защиты прав детей Донбасса» (2019)[1]

## Личная жизнь
Женат. Воспитывает сына и дочь.